# Sint-Lambertuskapel (Denderwindeke)
De Sint-Lambertuskapel is een kapel nabij het gehucht Roost in Denderwindeke in de Belgische stad Ninove.
Op Tweede Paasdag wordt er bij de kapel een openluchtmis gehouden en is er een dierenwijding.
De kapel is eigendom van de familie Cieters.

## Geschiedenis
De kapel werd omstreeks 1600 gebouwd in het Lambrechtbos. Nabij de kapel was een Lambertusbron, waarvan het water naar verluidt bescherming zou bieden tegen koorts (koorts afbinden), verlamming (lammigheid) en dergelijke, vooral als de ziekte varkens en hoenders betrof. De kapel fungeerde dan ook als bedevaartsoord. De bedevaartgangers mengden vaak een weinig van het heilzaam bronwater met het veevoer. De bron is tegenwoordig echter opgedroogd.
De kapel werd onder meer in 1907 en in 1990 gerestaureerd. Op de kapel bevindt zich een klokkentorentje.